# Tổ tiên chung cuối cùng của người và tinh tinh

Mô hình tiến hóa của Hominini và Gorillini trong 10 Ma đã qua. Quá trình lai trong Hominini được cho là diễn ra trong khoảng 8 đến 6 Ma.

Tổ tiên chung cuối cùng của người và tinh tinh, viết tắt tiếng Anh là CHLCA (chimpanzee–human last common ancestor) là tổ tiên chung cuối cùng (LCA, last common ancestor) được chia sẻ bởi các chi Homo (con người) và Pan (tinh tinh và bonobo) trong Hominini (tông Người). Do phức tạp của quá trình hình thành loài lai, sự phân tách từ Pan và Homo dường như đã là một quá trình kéo dài, hiện không thể đưa ra một ước tính chính xác về tuổi của cá nhân tổ tiên này. Trong khi "sự khác biệt ban đầu" giữa các quần thể có thể xảy ra cách đây 13 triệu năm trước vào thế Miocen, quá trình lai có thể đã diễn ra cho đến cách đây khoảng 4 triệu năm trước vào thế Pliocene. Còn theo Wakeley thì mốc thời gian cuối và quan điểm về sự lai hóa bị bác bỏ (xem các ước tính hiện tại về phân tách loài phức hợp).

## Phân loại học
| (Orangutans) |
|              |

| (Gorilla) |
|           |

| (Chimpanzees) |
|               |

| Hominina (Humans) |
|                   |

| (Chimpanzees) |
|               |

| Hominina (Humans) |
|                   |

| (Gorilla) |
|           |

| (Chimpanzees) |
|               |

| Hominina (Humans) |
|                   |

| (Chimpanzees) |
|               |

| Hominina (Humans) |
|                   |

| (Orangutans) |
|              |

| (Gorilla) |
|           |

| (Chimpanzees) |
|               |

| Hominina (Humans) |
|                   |

| (Chimpanzees) |
|               |

| Hominina (Humans) |
|                   |

| (Gorilla) |
|           |

| (Chimpanzees) |
|               |

| Hominina (Humans) |
|                   |

| (Chimpanzees) |
|               |

| Hominina (Humans) |
|                   |

| (Orangutans) |
|              |

| (Gorilla) |
|           |

| (Chimpanzees) |
|               |

| Hominina (Humans) |
|                   |

| (Chimpanzees) |
|               |

| Hominina (Humans) |
|                   |

| (Gorilla) |
|           |

| (Chimpanzees) |
|               |

| Hominina (Humans) |
|                   |

| (Chimpanzees) |
|               |

| Hominina (Humans) |
|                   |

| (Orangutans) |
|              |

| (Gorilla) |
|           |

| (Chimpanzees) |
|               |

| Hominina (Humans) |
|                   |

| (Chimpanzees) |
|               |

| Hominina (Humans) |
|                   |

| (Gorilla) |
|           |

| (Chimpanzees) |
|               |

| Hominina (Humans) |
|                   |

| (Chimpanzees) |
|               |

| Hominina (Humans) |
|                   |